# Time's Makin' Changes - The Best of Tesla
Greatest Hits è una raccolta del gruppo musicale statunitense Tesla, pubblicata il 20 novembre 1995 dalla Geffen Records. Il disco include canzoni estratte dai primi quattro album del gruppo, Mechanical Resonance, The Great Radio Controversy, Psychotic Supper e Bust a Nut, così come dal loro primo album dal vivo Five Man Acoustical Jam, più il brano inedito Steppin' Over. La raccolta segna il momentaneo scioglimento della band, prima della reunion avvenuta nel 2000.

## Tracce
1. Modern Day Cowboy – 5:18 (da Mechanical Resonance)
2. Gettin' Better – 3:20 (da Mechanical Resonance)
3. Little Suzi – 4:02 (da Mechanical Resonance)
4. Heaven's Trail (No Way Out) – 4:33 (da The Great Radio Controversy)
5. The Way It Is – 5:09 (da The Great Radio Controversy)
6. Love Song – 5:21 (da The Great Radio Controversy)
7. Signs – 3:14 (da Five Man Acoustical Jam)
8. Paradise – 5:09 (da Five Man Acoustical Jam)
9. Edison's Medicine – 4:48 (da Psychotic Supper)
10. Song & Emotion – 5:55 (da Psychotic Supper)
11. What You Give – 7:18 (da Psychotic Supper)
12. Mama's Fool – 6:11 (da Bust a Nut)
13. Alot to Lose – 5:11 (da Bust a Nut)
14. Steppin' Over (Jeff Keith, Frank Hannon, Brian Wheat, Troy Luccketta) – 4:22 (traccia inedita)
15. Changes – 5:03 (da Mechanical Resonance)

## Time's Makin' Changes: The Videos & More
Contemporaneamente all'uscita del disco, è stata messa in commercio una VHS contenente tutti i videoclip realizzati dalla band fino a quel momento, più interviste inedite e filmati vari, sotto il titolo Time's Makin' Changes: The Videos & More. Il video è stato ristampato in DVD nel 2002.

### Tracce
1. Time's Makin' Changes Intro
2. Modern Day Cowboy (Video)
3. Tesla on Mechanical Resonance
4. Little Suzi (Video)
5. Gettin' Better (Video)
6. Tesla on The Great Radio Controversy
7. Heaven's Trail (No Way Out) (Video)
8. Hang Tough (Video)
9. Lazy Days, Crazy Nights (registrata dal vivo durante un soundcheck nel 1989)
10. Frank Hannon acoustic solo
11. Love Song (Video)
12. The Way It Is (Video)
13. Tesla on Five Man Acoustical Jam
14. Signs (Video)
15. Brian Wheat on Five Man Acoustical Jam
16. Paradise (Video)
17. Tesla on Psychotic Supper - Pt. 1
18. Edison's Medicine (Video)
19. Call It What You Want (Video)
20. Jeff Keith on What You Give
21. What You Give (Video)
22. Stir It Up (Video)
23. Tesla on Psychotic Supper - Pt. 2
24. Need Your Lovin' (Video)
25. Tesla on Bust a Nut
26. Try So Hard (filmati presi durante le registrazioni di Bust a Nut)
27. Closing & Credits

## Formazione
- Jeff Keith – voce
- Frank Hannon – chitarre, tastiere, cori
- Tommy Skeoch – chitarre, cori
- Brian Wheat – basso, pianoforte, cori
- Troy Luccketta – batteria, percussioni